# 永昌庵
永昌庵（えいしょうあん）は、新潟県南魚沼市にある曹洞宗の寺院である。開山は、応仁2年（1468年）。山号は三峰山。 

## 概要
応仁2年（1468年)、長尾氏が開山。上杉氏の後に坂戸城に入った堀直寄が帰依・保護するため永昌庵に出された、手作地10石と門前2軒の免税を認めるという文書が南魚沼市指定文化財になっている。坂戸山寺が鼻トレッキングコース(約1時間)の起点。永代供養墓「三峰霊苑 永安廟」もある。2019年4月28日、ケア帽子Cafe in 永昌庵を開催。

## 周辺
- 坂戸山・金城山・魚野川
- 六日町温泉

## 交通アクセス
公共交通
- JR上越線・北越急行ほくほく線六日町駅より東へ徒歩約25分。
  - 同駅前より、南越後観光バス MS 沢口・清水行で約5分。「泉田入口」バス停下車、徒歩約15分。

- 自動車

関越自動車道六日町ICから国道17号で約10分。